# 삼론종
삼론종(三論宗)은 《중론》·《십이문론》·《백론》의 삼론(三論)에 의거한 중국 불교의 논종(論宗)이다
삼론(三論)은 도안(道安: 312-385)의 권유로 쿠차국에서 초빙된 구마라습(鳩摩羅什: 344-413)이 한역한 《대품반야》·《소품반야》 등의 초기 대승경전과 이에 입각한 용수(龍樹: c.150-c.250) 계통의 중관파 논서들 가운에, 용수의 《중론(中論)》 4권(409년에 한역)과 《십이문론(十二門論)》1권(409년에 한역) 그리고 용수의 제자인 제바(提婆 · Aryadeva: 170-270)의 《백론(百論)》 2권(404년에 한역)을 가리킨다.
구마라습 문하의 수재(秀才)들에 의해 삼론이 연구되면서 삼론학파(三論學派)가 형성되었다.
반야공(般若空)의 사상을 교리의 근간(根幹)으로 삼고 있어 중관종(中觀宗) · 공종(空宗) · 무상종(無相宗) · 무득정관종(無得正觀宗) 등으로도 불린다.
중국 불교의 삼론종은 인도 불교의 중관파에 대한 중국측 명칭에 해당한다. 중국 불교의 삼론종은 인도 불교의 중관파와는 달리 《열반경》의 여래장사상을 수용하여 "진공묘유(眞空妙有)"의 사상을 전개시킨 것에 특색이 있다.

## 성립
《중론》·《십이문론》·《백론》의 삼론이 언제부터 용수 계통의 반야중관사상(般若中觀思想)을 대표하는 핵심적인 논서로 간주되었는지는 확실하지 않다. 그럼에도 불구하고, 삼론학은 승랑(僧朗: fl. 6세기)을 거쳐 길장(吉藏: 549-623)에 이르러서는 중국 불교의 중요한 종파 중 하나인 삼론종으로 자리잡게 되었다. 이때부터 삼론종이라는 명칭은 인도 불교의 중관학파(Madhyamika)에 대한 중국측 명칭으로 통용되었다.
삼론종에서 7대상승(七代相承)이라 하며 내세우는 인물은 구마라습(鳩摩羅什) · 승숭(僧嵩) · 법도(法度) · 승랑(僧朗) · 승전(僧詮) · 법랑(法朗) · 길장(吉藏)의 7사(師)를 말한다.
고구려의 승려인 승랑(僧朗)은 일찍이 중국에 들어가 구마라습(鳩摩羅什)에서 승조(僧肇)로 이어지는 삼론학(三論學)을 배웠다. 당시의 삼론학은 《성실론(成實論)》이란 소승적(小乘的) 유사상(有思想)에 영향을 받고 있어 본래의 삼론학의 진의(眞意)를 드러내지 못하고 있었다. 승랑은 이런 사상조류를 탈피하여 새로운 삼론(三論)을 설립하였는데, 이 일은 삼론학에서 분수령을 이루어 과거의 삼론학을 고삼론(古三論)이라 부르고 승랑의 순수삼론학을 신삼론(新三論)이라 부르게 되었다.
삼론의 오의(奧義)를 깊이 터득한 승랑은 중국 남방으로 떠나 회계산(會稽山) 강산사(岡山寺)에 머물렀고, 다시 종산(鐘山) 초당사(草堂寺)에 와서는, 정계로부터 은퇴해 그곳에 머물고 있던 주옹(周顒)에게 삼론학을 가르쳐 주옹(周顒)이 《삼종론(三宗論)》이란 책을 저술하는 계기가 되었다.
만년에 섭산(攝山) 서하사(棲霞寺)로 와서 그의 스승이며 주지였던 법도화상(法度和尙)의 지위를 계승(500)하였다. 양무제(梁武帝)는 그의 학덕을 높이 평가하여 천감(天監) 11년(512)에 우수한 학승(學僧) 10명을 선발하여 승랑의 문중(門中)에서 공부를 시켰는데 그때 학승 중 한 명인 승전(勝詮)은 스승의 학문을 계승하여 섭산(攝山 혹은 攝嶺)에 머물렀고, 또 승전을 계승한 법랑(法朗)이 흥황사(興皇寺)에 있었으므로 승랑의 삼론학 학통(學統)을 섭령흥황(攝嶺興皇) 또는 섭령상승(攝嶺相承)이라 불렀다.
이렇게 계승된 승랑의 삼론학은 법랑의 제자인 길장(吉藏: 549-623) 때에 와서 독립된 종파인 삼론종(三論宗)으로 성립되었다. 길장(吉藏: 549-623)은 삼론학파에 몸을 담아 법랑(法朗)의 제자가 되어 삼론에 각기 주석을 붙이는 한편, 《삼론현의(三論玄義)》를 지어 삼론종을 대성하였다. 가상대사(嘉祥大師)라고 불린 길장은 가상사(嘉祥寺)에 거(居)하면서 용수(龍樹)의 공관불교(空觀佛敎)를 중국식으로 발전시켰다.

## 사상
삼론종은 단순히 삼론의 사상을 종합 서술한 것이 아니라, 삼론을 바탕으로 하면서 "무득(無得)의 정관(正觀)"이라는 아무것에도 구애받지 않는 입장에 선 새로운 불교 통일론을 주장하였다.

### 이제합명중도설
이제합명중도설(二諦合明中道說)은 승랑이 제창한 인식 방법으로 그의 대표적인 사상이다. "이제합 명중도 설"로 띄어 읽는데, 문자 그대로의 뜻은 "이제(二諦)를 종합하여 중도를 밝힌다"이다. 중도(中道)는 불교의 궁극적인 진리를 의미하는데, 이 중도를 밝히는 방법으로 세제(世諦)와 진제(眞諦)의 이제(二諦)를 합명(合明)하는 방법, 즉 정반합지양(正反合止揚)시키는 방법을 쓴 것을 이제합명중도설(二諦合明中道說)이라 한다.
승랑의 활동 당시, 삼론과 함께 《성실론》을 공부하고 있던 당시의 학승들은 모두 이제를 중시하여, 부처는 항상 이제에 의하여 설법했으며, 모든 경전은 이제를 벗어나지 않으며, 이제를 밝히면 모든 경전을 해득하게 된다는 견해를 가졌다. 승랑도 이 견해에는 같은 입장을 가졌다. 그러나 승랑은 이제가 무엇인가에 대해서는 이들과 견해가 달랐다.
당시의 학승들은 《성실론》의 영향을 받아 이제(二諦)를 이(理: 진리) 또는 경(境: 경지)으로 보는 약리이제설(約理二諦說)의 견해를 가지고 있었다. 반면 승랑은 이제(二諦)를 교(敎: 방편 또는 수단)로 보는 약교이제설(約敎二諦說)의 견해를 가지고 있었다. 약리이제설(約理二諦說)은 이제를 어떤 고귀한 "이"(理: 진리) 또는 "경"(境: 경지)으로 봄으로써 이제를 어떤 고정된 실체로 여기게 되고 이에 집착하게 되는 결함을 가지고 있었다. 반면 승랑의 약교이제설에서는 이제를 "교", 즉 고정된 성품이 있다는 집착을 타파하여 중도를 밝히는 "방편"으로 보기 때문에, 이제를 실체로 여기는 결함 없이 이제를 통해(즉, 이제를 사용하여) 고정된 성품이 있다는 집착을 제거함으로써 제1의제(第一義諦)인 중도, 즉 진정한 이(理: 진리)가 밝히 드러나게 할 수 있었다.
당시에 승랑의 약교이제설은 공과 중도에 대한 용수의 견해에 진실로 합치하는 것이라고 여겨졌으며, 당시의 중국의 삼론학계에 큰 영향을 미쳤다. 그리하여 승랑을 기점으로하여 승랑 이전의 학파를 고삼론(古三論)이라고 부르고 승랑 이후의 학파를 신삼론(新三論)이라 부르게 되었다. 신삼론에서는 《성실론》을 함께 공부하던 고삼론의 태도를 버리고 오직 삼론에 의거하여 중관(中觀)을 전개하게 되었다.

## 참고 문헌
- 이 문서에는 다음커뮤니케이션(현 카카오)에서 GFDL 또는 CC-SA 라이선스로 배포한 글로벌 세계대백과사전의 내용을 기초로 작성된 글이 포함되어 있습니다.